# Hyphomycète

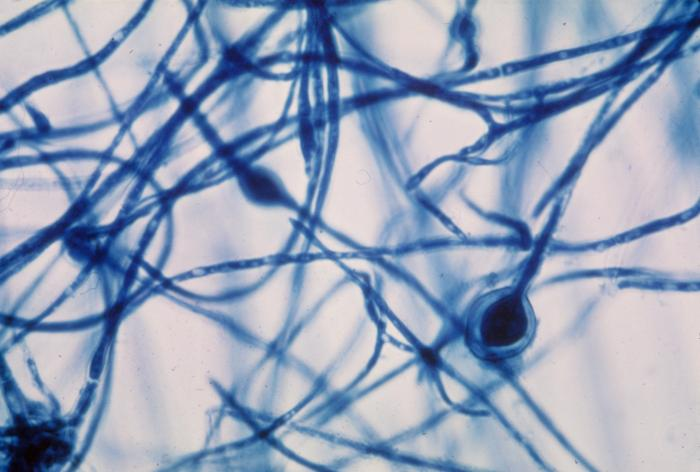
Cette micrographie révèle les chlamydospores terminales du champignon Microsporum audouinii

Les Hyphomycètes sont un groupe de champignons (dont beaucoup sont des espèces aquatiques).
Ce groupe, comme celui des Eumycètes, l'autre groupe comprenant beaucoup d'espèces aquatique, est encore mal inventorié. 

## Importance écologique
Les deux grands groupes qui composent l'hydrofonge contribuent à recycler de grandes quantités de matière organique (principalement issue de la nécromasse et des déjections qu'ils trouvent dans l'eau). Ce faisant, ils jouent un rôle déterminant pour le cycle du carbone dans les milieux humides et aquatiques , t en matière de flux énergétique dans les réseaux trophiques de ces mêmes milieux, en complément du rôle joué par les bactéries et décomposeurs invertébrés (mais ces derniers ne pourraient généralement pas consommer le bois ou la matière végétale morte, si elle n'avait pas été préalablement partiellement dégradée et ramollie par les champignons).
La fonge aquatique est elle-même une source de nourriture pour de nombreuses autres espèces.

## Dans l'eau et au bord de l'eau
les Hyphomycètes constituent l'un des deux grands groupes de champignons capables d'effectuer tout ou partie de leur cycle de vie dans l'eau.